# Albiez-le-Jeune
Albiez-le-Jeune – miejscowość i gmina we Francji, w regionie Owernia-Rodan-Alpy, w departamencie Sabaudia.
Według danych na rok 1990 gminę zamieszkiwało 61 osób, a gęstość zaludnienia wynosiła 5 osób/km² (wśród 2880 gmin regionu Rodan-Alpy Albiez-le-Jeune plasuje się na 1557. miejscu pod względem liczby ludności, natomiast pod względem powierzchni na miejscu 964.).